# آلکس (بازیکن فوتبال، زاده ۱۹۸۳)
آلکس آنتونیو دی میلو سانتوس (به پرتغالی: Alex Antônio de Melo Santos) مدافع، هافبک اهل برزیل است که در شهر دیامانتینا و در تاریخ ۱۶ آوریل ۱۹۸۳ به دنیا آمده‌است.
آلکس آنتونیو دی میلو سانتوس در تیم‌های فوتبال کروزیرو سابقهٔ حضور دارد.